# Illa de Hayes
L'illa de Hayes (en rus: Остров Хейса), sovint germanitzat com a illa de Heiss és una illa a la zona central de la Terra de Francesc Josep, Rússia, al nord de l'illa Hall, entre l'illa Champ i la Terra de Wilczek.
La seva superfície és de 132 km². L'illa sols té una petita glacera a la costa nord. El punt més alt de l'illa s'eleva fins als 242 msnm. A 7 km a l'est de la riba oriental de l'illa hi ha les illes Komsomol.
Descoberta per l'expedició austrohongaresa al Pol Nord, l'illa va ser nomenada en honor de l'explorador àrtic estatunidenc Isaac Israel Hayes. Entre 1956 i 1980 va funcionar al seu extrem nord-oriental la base de llançament de coets soviètica Kheysa, anomenat Observatori Ernst Krenkel des de 1972.